# 奥田拓道
奥田 拓道（おくだ ひろみち、1936年1月22日- 2023年11月1日）は、日本の医学者、栄養学者、愛媛大学名誉教授。専攻は生化学。

## 略歴
福岡県に生まれる。1962年九州大学医学部卒業。1969年徳島大学医学博士。徳島大学医学部付属酵素研究施設酵素生理部助手、同助教授、愛媛大学医学部助教授をへて、同教授。2000年定年退官、名誉教授、熊本県立大学環境共生学部教授。
農林水産省学術審議委員として学術面で指導的役割を果たし、1993年には、愛媛大学内に「機能性栄養学」の講座を開設した。和漢医薬学会会長、日本肥満学会会長、第54回日本栄養・食糧学会大会会頭などを歴任。日本東洋医学会会員、日本キチン・キトサン学会会員。

## 著書
- 『肥満』化学同人〈生命現象への化学的アプローチ〉、1984年
- 『和漢薬 生化学が解く薬と健康』中央公論新社〈中公新書〉、1987年
- 『ダイエットに強くなる』岩波書店〈岩波ジュニア新書〉、1992年
- 『機能性物質と健康』サンロード、1994年
- 『キチン・キトサンの科学 究極の機能性物質の本質を証す』東洋医学舎〈オルタナティブ選書〉、1998年
- 『「天然にがり」で病気が治る、美しくなる』日本文芸社、2004年

### 共編・監修
- 『病気を理解するための生理学・生化学』前田浩・高田明和共編、金芳堂、1985年
- 『目でみる病態生化学』森沢成司共編、南江堂、1988年
- 『病気を理解するための生理学・生化学』高田明和・前田浩共編、金芳堂、1998年
- 『健康・栄養食品事典 機能性食品・特定保健用食品』監修、漢方医薬新聞編集部企画・編集、東洋医学舎、1998年
- 『クスリになる食べもの百科 病気回復・予防免疫力強化老化防止体質改善に効く 最新栄養学・東洋医学・民間療法の知識を結集』水沼俊美共監修、主婦と生活社、1999年
- 『高齢者の食と栄養管理』日本栄養・食糧学会監修、渡邊孟・武田英二共責任編集、建帛社、2001年
- 『糖尿病の新知識/富士山の偉大な恵み 高濃度バナジウム・イオン水が示すインスリン様効果の徹底検証！』監修、生活習慣病を考える会著、現代書林、2002年
- 『機能性食品情報事典 2003-2004年版』監修、機能性栄養食新聞編集部 企画・編集、東洋医学舎、2003年

## 論文・寄稿文
- 永井克也,奥田拓道「病気の生化学-17-肥満症(講座)」『代謝』第14巻第10号、中山書店、1977年10月、p1465-1478、ISSN 03721566、NAID 40002286038。
- 奥田拓道「脂肪組織 (糖代謝とその制御-続-その生理と病理) -- (臓器別に見た糖代謝の特色)」『蛋白質核酸酵素』第24巻第3号、共立出版、1979年2月、p231-235、ISSN 00399450、NAID 40002328620。
- 辻田隆広, 奥田拓道「コレステロ-ルエステラ-ゼ (リパ-ゼ<特集>)」『代謝』第17巻第4号、中山書店、1980年4月、p329-334、ISSN 03721566、NAID 40017128623。
- 永井克也, 奥田拓道「肥満と脂質代謝 (肥満--成因を中心に<特集>)」『ホルモンと臨床』第28巻第5号、医学の世界社、1980年5月、p493-499、ISSN 00457167、NAID 40003550726。
- 奥田拓道「肥満と脂肪細胞」『ファルマシア』第17巻第10号、日本薬学会、1981年、947-949頁、doi:10.14894/faruawpsj.17.10_947、ISSN 0014-8601、NAID 110003656471。
- 木村善行, 奥田拓道, 有地滋「Effects of geniposide isolated from Gardenia jasminoides on metabolic alterations in high sugar diet-fed rats」『Chem. Pham. Bull.』第30巻、日本薬学会、1982年、4444-4447頁、ISSN 00092363、NAID 110003634261。
- 木村善行, 久保道徳, 草加君代, 谿忠人, 東野正行, 有地滋, 奥田拓道「Studies on Scutellariae Radix. V. Effects on Ethanol-induced Hyperlipemia, Lipolysis in Isolated Fat Cells」『Chemical & pharmaceutical bulletin』第30巻第1号、日本薬学会、1982年1月、219-222頁、ISSN 00092363、NAID 110003634081。
- 徳山薫平, 奥田拓道「脂肪代謝に及ぼす自発運動の影響」『体力科學』第31巻第3号、日本体力医学会、1982年6月、212頁、ISSN 0039906X、NAID 110001932039。
- 徳山薫平, 奥田拓道「脂肪合成に対する運動訓練の影響」『体力科學』第31巻第5号、日本体力医学会、1982年10月、344-345頁、ISSN 0039906X、NAID 110001932192。
- 奥田拓道, 斉藤康「ホルモン感性基質仮説について」『蛋白質核酸酵素』第28巻第8号、共立出版、1983年7月、p974-984、ISSN 00399450、NAID 40002330560。
- 木村善行, 奥田拓道, 奥田拓男, 吉田隆志, 波多野力, 有地滋「Studies on the Activities of Tannins, Related Compounds of Medicinal Plants, Drugs. III. Effects of Various Tannins, Related Compounds on Adrenocorticotropic Hormon-induced Lipolysis, Insulin-induced Lipogenesis from Glucose in Fat Cells. (2)」『Chemical & pharmaceutical bulletin』第31巻第7号、日本薬学会、1983年7月、2501-2506頁、ISSN 00092363、NAID 110003624448。
- 奥田拓道, 斉藤昌之「生体酵素の日内リズム (生体リズム)」『臨床検査』第30巻第8号、医学書院、1986年8月、p850-856、ISSN 04851420、NAID 40003775744。
- 奥田拓道「食塩による血圧上昇は塩素が原因? キトサンを用いて過剰摂取による上昇のしくみを解明」『化学と生物』第34巻第2号、1996年2月、72-73頁、ISSN 0453073X、NAID 10004765430。
- 森本千恵, 辻田隆広, 奥田拓道「ラット脂肪組織部位による代謝特性の検討」『肥満研究 : 日本肥満学会誌』第2巻第2号、日本肥満学会、1996年12月、89-92頁、ISSN 1343229X、NAID 10026147298。
- 辻田隆広, 韓立坤, 李京, 森本千恵, 奥田拓道「キチン・キトサンの抗脂肪肝及び抗肥満効果」『キチン・キトサン研究』第3巻第2号、1997年5月、162-163頁、ISSN 13409778、NAID 10029509305。
- 奥田拓道, 亀田健治, 森本千恵「ロ-ヤルゼリ-に含まれるインスリン様およびアンジオテンシン転換酵素阻害物質について」『ミツバチ科学』第19巻第1号、玉川大学ミツバチ科学研究所、1998年1月、9-14頁、ISSN 03882217、NAID 110000324121。
- 奥田拓道「脂肪細胞の代謝特性」『臨床化学』第27巻、1998年2月、28a-29a、ISSN 03705633、NAID 10009415291。
- 武田忠明, 真嶋光雄, 奥田拓道「サケ鼻軟骨由来コンドロイチン硫酸のグルコース腸管吸収に及ぼす影響」『日本栄養・食糧学会誌』第51巻第4号、日本栄養・食糧学会、1998年8月、213-217頁、doi:10.4327/jsnfs.51.213、ISSN 02873516、NAID 10009712670。
- 木村善行, 奥田拓道「キチン・キトサンと癌化学療法剤の併用制癌効果」『キチン・キトサン研究』第5巻第2号、1999年7月、122-123頁、ISSN 13409778、NAID 10028234732。
- 武田忠明, 錦織孝史, 住吉真帆, 韓立坤, 奥田拓道「サケ鼻軟骨由来コンドロイチン硫酸の抗肥満作用とその機序」『日本栄養・食糧学会誌』第52巻第6号、日本栄養・食糧学会、1999年12月、381-386頁、doi:10.4327/jsnfs.52.381、ISSN 02873516、NAID 10009714071。
- 松浦正治, 木村善行, 奥田拓道「日本酒および酒粕中の血管弛緩作用成分」『日本体質学雑誌』第62巻第1号、体質研究会、2000年1月、1-9頁、ISSN 04466578、NAID 40002981537。
- 韓立坤, 藤山清徳, 奥田拓道「キチン・キトサンの膵リパーゼ阻害およびその抗肥満作用」『キチン・キトサン研究』第9巻第2号、2003年6月、110-111頁、ISSN 13409778、NAID 10011059232。
- 宮崎栄子, 韓立坤, 奥田拓道「皮膚温度および食塩の塩味に及ぼす天然にがりの影響」『榮養學雑誌』第61巻第3号、日本栄養改善学会、2003年6月、183-187頁、ISSN 00215147、NAID 10011871307。